# Tizi Ougueni

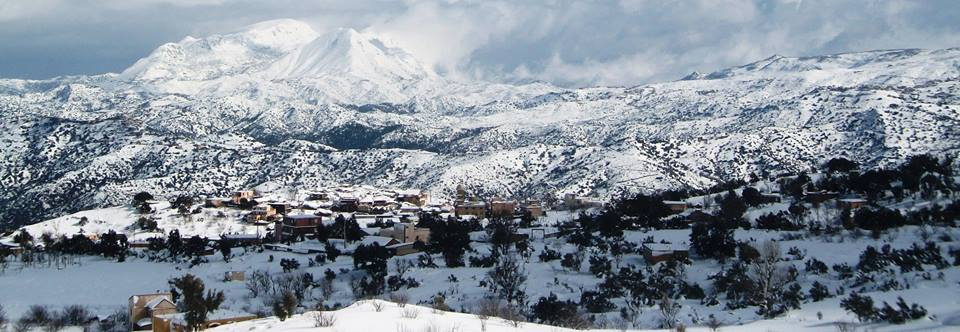

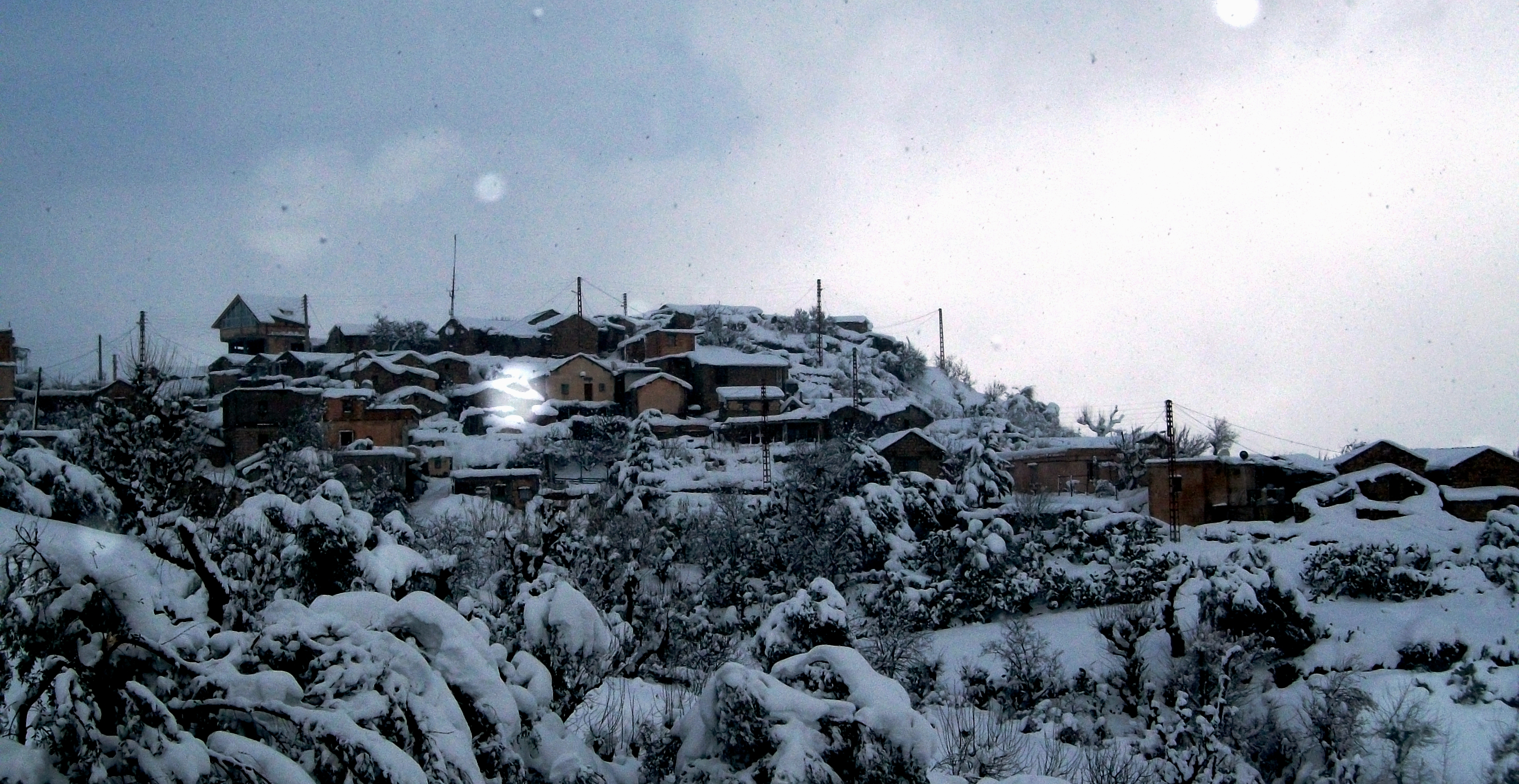

Tizi-Ougueni est un village de la petite Kabylie, appartenant à la wilaya de Béjaïa et à la commune et daira d'Adekar..
Il est connu pour ses terres plates et planes.
D'où son nom qui est constitué de deux parties :
- Tizi: Mont/ Sommet d’une colline.
- Ougueni: Terre plane.

Et par ses habitants qui ont gardé leurs traditions et origines.
- Son code postal est le 06103.
- Son code ONS est le 0624.

## Géographie
Le village de Tizi-Ougueni est situé au nord-ouest de la wilaya de Béjaïa en Algérie, à 55 km à l'ouest de Béjaïa, à 70 km à l'est de Tizi Ouzou et à 7 km d'Adekar centre.
Plus précisément :
Il se trouve à 36 km au sud de la mer Beni Ksila et à 2 km au nord de la grande forêt de Chênes zéens d'Akfadou.
Il est limitrophe d'autres villages tels que: Hallafa, Alitoum, Mechnou, Mezdoua, Iwanoughen, Ikhetaban, Tala-Hamdoun, Hatou, Djebroun, Ighil-Kroun, Kebouche, Takamara, Ainsi que de la région d'Acif El-Hammam et de Taourit Ighil.
Elle est proche de la RN12 qui relie Béjaïa à Tizi Ouzou.
- Sa longitude: 4° 39' 20" Est
- Sa latitude: 36° 43' 31"68 Nord
- Sa superficie: 1072 hectares soit 10,72 km2 (L’un des plus grands village d'Algérie)
- Son altitude: 700 à 970 mètres par rapport au niveau de la mer.

Le village est constitué de plusieurs maisons situées de part et d'autre d'une route en pente, le village est composé de quatre quartiers :
- Tavelot, situé à l'extrême nord.
- Tignatin, situé au nord.
- Lhara bwada, situé au centre.
- Inurar, situé au sud.

## Histoire de la création du village.
Ce village a été fondé au XVe siècle, en 1494 exactement selon les données.
Après de longues recherches, on s’est assuré qu’à cette période, la peste s’était répandue dans toute la région ce qui l'a décimé.
Des gens disent qu’après cette maladie quelques personnes survécurent, comme Belkacem, un homme qui vivait à Ighil-Bouylel et une femme Fatima accompagnée de son fils Ahmed dans le hameau de Tavza.
Un jour Belkacem eut connaissance de Fatima et de son fils donc il la demanda en mariage mais après mûre réflexion, elle accepta sous certaines conditions, elle voulait que Belkacem vienne vivre à Tavza mais le problème était que Belkacem voulait rester à Ighil-Bouylel. Alors, ils se mirent d’accord pour qu’un matin, chacun devait aller en direction de l’autre jusqu’à se rencontrer. « Kheiri Oumouri Ouassatouha » ce qui veut dire : « Les meilleurs choses sont en leur milieu ». Donc le destin se réalisa et ils se rencontrèrent dans un endroit appelé Agni-Teslint où se trouve le village actuellement.
Ils se marièrent et eurent 4 enfants : Moussa, Saïd, Ali et Messaoud.
Le village se constitua à partir des descendants de ces garçons à qui ils se devaient de partager les terres lors de la mort de Belkacem.
Puis d’autres familles arrivèrent, en demandant l’autorisation de s’intégrer au village alors l'ainé Ahmed donna son acceptation.
Pour les familles : Ibelaiden constitué de Boumcheikh et Hounat, Ait Lhadj (Halim), Ibezniaan (Bezina), Ihloufen (Laloufi), Ihmichen (Haldjoum, Balbous), Ait Zaid (Zaidi), Ihamziouan (Hamzaoui), At Aali, At Qaci, Iouchikhen (Houfel), Iguawawen , yahlali. Ait Messaoud (Harbadi,Ighammar (Ighmer) et Hadjeras surnommés Iâajiren. Ait Moussa (harzouz,serkhane et siar )
Quant à ces noms de familles, nous savons que la plupart sont des noms de champs :
- Fellah : Tala ou fela
- Ighammar : Iguer Amar.
- Harbadi : Tajnant Rebbi.
- Serghane : Thessarghine,
- Hamis : Ameyis
- Siar : tisyar
- Hiouani : taqiwine
- Medecour : Alma dkour,
- Belbous : Tala N’Bilbous,
- Attrouche : Attrouche,
- Bara : ImBar,
- Feltane : Filtou
- Yahlali : Yahlali
- Nath Mokrane : Hemdane / Hamdane

Et tout ceci a été fait en 1892 lors de l'établissement de l'état civil par les Français.

Les habitants du village sont des farouches défenseurs de « l'amazighité » (ou «  et les amrane

## Activités
Pendant la période estivale ont lieu :
- des tournois de football organisés par le village où de jeunes joueurs se rencontrent au stade de Tizi-Ougueni situé à Tignatin ;
- des fêtes occasionnelles avec une ambiance animée par de nombreux chanteurs ;
- récoltes de fruits d'été (figue, poire, raisin) ;
- des ateliers peinture et coloriage.

Pendant les hivers ont lieu :
- récoltes de fruits d'hiver (olive).

## Projets
- Construction d'une nouvelle mosquée remplaçant l'ancienne.
- Consolidation de la route menant vers Adekar.
- Installation d'arrivées d'eau dans toutes les habitations du village.